# Anomala tenera
Anomala tenera är en skalbaggsart som beskrevs av Thomas Casey 1915. Anomala tenera ingår i släktet Anomala, och familjen Rutelidae. Inga underarter finns listade i Catalogue of Life.